# Гиллик, Лиам
Ли́ам Ги́ллик (англ. Liam Gillick; род. 1964, Эйлсбери, Англия) — живущий в Нью-Йорке британский художник, скульптор-концептуалист, номинант премии Тёрнера за 2002 год. Представляет поколение YBA; точнее всего его работу маркирует термин из словаря искусства XXI века — «Эстетика взаимодействия».

## Карьера
Лиам Гиллик родился в Эйлсбери, на юге Центральной Англии, в 1964 году.
В 1983-84 годах учился в Колледже искусств, Хартфордшир (Hertfordshire College of Art). Высшее художественное образование получил в Колледже Голдсмитс (англ.) при Лондонском университете, в 1987 году. Его первая персональная выставка состоялась в 1989 году в Лондоне.
Лиам Гиллик, вероятно, более всего известен как создатель прозрачных экранов и платформ, стройных алюминиевых конструкций, в ячейки которых вмонтированы, яркие, как в мире победившего супрематизма, геометрически чёткие листы цветного плексигласа.
Его искусство опирается на строгое теоретизирование: он столько же писатель, как производитель объектов. В то же время, работы Гиллика визуально привлекательны и явно созданы на основе изученных и хорошо по́нятых свойств материалов, конструкций и цвета.
Художник сознаёт, какие инструменты существуют для воздействие на наше окружение и, соответственно, на модели поведения в искусственно созданной среде.
Гиллик воспринимает свою творческую линию, как восходящую к концептуальной традиции, то есть, он расценивает искусство, как деятельность ради общения и обмена. По его мнению, производить искусство можно и в виде сценариев, проектных предложений, оформленных как текст; иногда в виде книги. Гиллик исследует семиотику среды обитания человека и отношения между утопической абстракцией и реальным политическим воздействием.
Лиам Гиллик был женат (с 1998 по 2012) на художнице абстрактно-геометрического направления, Саре Моррис. В последние годы художник живёт и работает в Нью-Йорке.